# Lattice Semiconductor

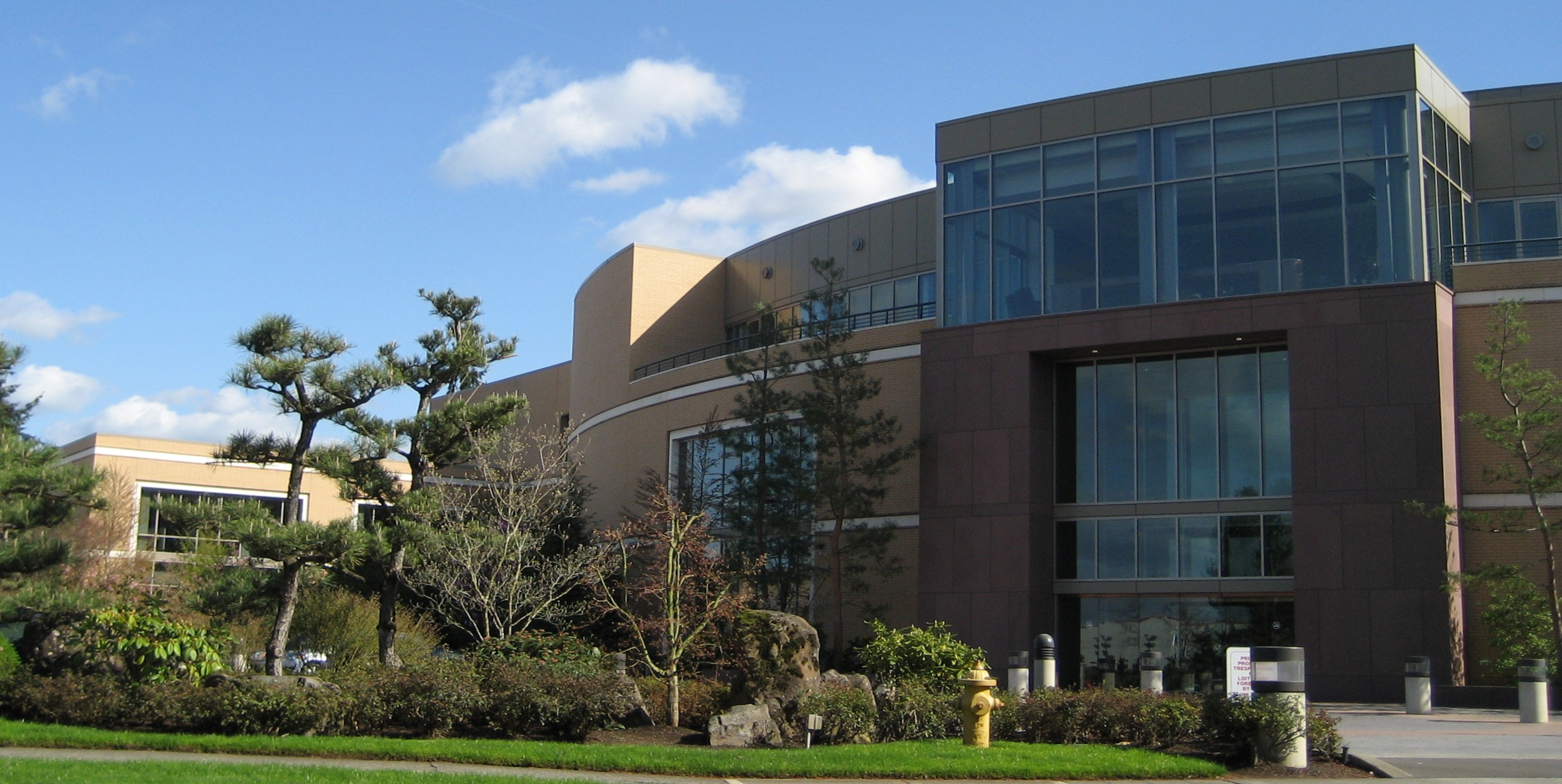
Офис компании

Lattice Semiconductor — американский производитель ПЛИС c штаб-квартирой в Орегоне. 
В 2018 году компания занимала 9 % мирового рынка микросхем ППВМ, уступая Xilinx, Intel и Microchip.

## История
Компания Lattice Semiconductor основана в 1983 году.
В 1989 году компания вышла на IPO, с того момента её акции торгуются на NASDAQ (тикер LSCC).
К концу 2000-х годов Lattice Semiconductor, руководимая Бруно Гильмартом, оказалась в сложном финансовом положении, так, в 2008 финансовом году понесла убытки в размере $32 млн при выручке $222,3 млн; лишь в четвёртом квартале 2009 года впервые за три года получила прибыль. В том же году компания начала перемещать бизнес из Орегона в Сингапур с целью сокращения издержек и из соображений территориальной близости к потребителям и ключевым партнёрам.
В 2010 году генеральным директором компании вместо Бруно Гильмарта был назначен бывший генеральный директор Zilog Дарин Биллербек. Выручка за 2011 год составила $318 млн.
В ноябре 2021 года Lattice Semiconductor поглотила компанию-разработчика систем компьютерного зрения Mirametrix.